# Henosepilachna elaterii
Henosepilachna elaterii é uma espécie de insetos coleópteros polífagos pertencente à família Coccinellidae.
A autoridade científica da espécie é Rossi, tendo sido descrita no ano de 1794.
Trata-se de uma espécie presente no território português.